# Saltos en los Juegos Europeos
Las competiciones de saltos en los Juegos Europeos se realizaron en la primera edición. El evento es organizado por los Comités Olímpicos Europeos, junto con la Liga Europea de Natación (LEN). 
En Bakú 2015 compitieron saltadores de la categoría juvenil. En la siguiente edición se optó por no incluir este deporte en el programa. 

## Ediciones
| N.º | Año  | Sede                 | Instalación     |
| --- | ---- | -------------------- | --------------- |
| I   | 2015 | Bakú ( Azerbaiyán)   | Centro Acuático |
| —   | 2019 | Minsk ( Bielorrusia) | No realizado    |
| II  | 2023 | Rzeszów ( Polonia)   | Arena de Saltos |

## Medallero
- Actualizado a Cracovia 2023.

| Núm. | País        | Oro | Plata | Bronce | Total |
| ---- | ----------- | --- | ----- | ------ | ----- |
| 1    | Reino Unido | 7   | 3     | 3      | 13    |
| 2    | Alemania    | 4   | 4     | 3      | 11    |
| 3    | Ucrania     | 4   | 1     | 2      | 7     |
| 4    | Rusia       | 3   | 5     | 1      | 9     |
| 5    | Italia      | 2   | 4     | 5      | 11    |
| 6    | Suiza       | 1   | 0     | 1      | 2     |
| 7    | Francia     | 0   | 2     | 3      | 5     |
| 8    | Suecia      | 0   | 2     | 1      | 3     |
| 9    | España      | 0   | 0     | 2      | 2     |
|      | TOTAL       | 21  | 21    | 21     | 63    |